# منطقه نمونه گردشگری گنج‌نامه
منطقه نمونه گردشگری گنج‌نامه نخستین منطقه نمونه گردشگری کشور است. این منطقه با عنوان منطقه نمونه گردشگری الوند به تصویب رسیده است اما با نام اصیل گنج‌نامه مشهور شده است. دهکده گردشگری گنج نامه مجری گردشگری این منطقه است.

## پیشینه
در سال ۱۳۷۸ به بهره برداری رسیده و با سرمایه گذاری بالغ بر ۷۰۰ میلیارد ریال طی ۱۶ سال و در ۳ فاز موفق شده به عنوان بزرگترین مجتمع توریستی غرب کشور در قالب دهکده تفریحی توریستی گنجنامه ارائه خدمات گردشگری نماید. این پروژه عظیم تحولی در گردشگری ایران است که تمامی امکانات یک گردشگر، اعم از تفریحی، ورزشی، اقامتی و حتی آموزشی را فراهم می‌کند. دهکده فرهنگی ورزشی توریستی گنجنامه همدان در سال ۱۳۷۹ اقدام به ایجاد منطقه نمونه گردشگری در دامنه شمالی کوه های الوند نموده است. این مجموعه موفق به اخذ مجوزهای لازم از سازمان میراث فرهنگی و گردشگری، صنایع دستی، سازمان تربیت بدنی و دریافت پروانه های ساختمانی کامل جهت ساخت حدود ۱۸۰۰۰ متر زیربنای مسقف شده است.

## جاذبه ها
- گنج‌نامه
- تله‌کابین گنج‌نامه
- آبشار گنج‌نامه
- آتشکده بهرام